# آلدو لئوپولد
آلدو لئوپولد (زاده ۱۱ ژانویه ۱۸۸۷ – درگذشته ۲۱ آوریل ۱۹۴۸) نویسنده، فیلسوف، طبیعت‌شناس، دانشمند، بوم‌شناس، جنگل‌بان، حفاظت‌گرا و محیط‌بان آمریکایی بود. او استاد دانشگاه ویسکانسین بود و بیشتر به خاطر کتاب سالنامه کانتی شن (۱۹۴۹) معروف است که به چهارده زبان ترجمه شده و بیش از دو میلیون نسخه از آن به فروش رفته‌است.
لئوپولد در توسعه اخلاق زیست‌محیطی نوین و در جنبش حفاظت از طبیعت وحشی تأثیرگذار بود. اخلاق او در مورد حفاظت از طبیعت و حیات وحش با اخلاق بوم‌مرکزی یا کل‌نگر او در بارهٔ زمین، تأثیر عمیقی بر جنبش زیست‌محیطی داشت. او بر تنوع زیستی و بوم‌شناسی تأکید داشت و از بنیانگذاران علم مدیریت حیات وحش بود.

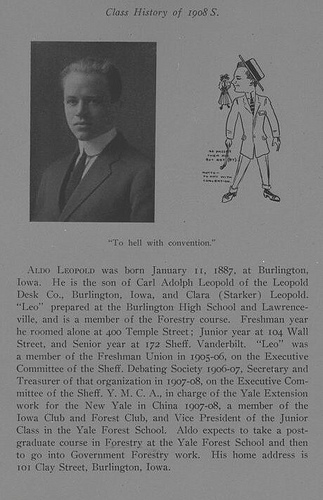
مدخل لئوپولد در سالنامه مدرسه علمی ییل شفیلد، ۱۹۰۸